# Graue Schmiere
Das Graue-Schmiere-Szenario (engl. Gray Goo) ist ein hypothetisches Weltuntergangsszenario, das durch außer Kontrolle geratene „Assembler“, ein Typ von Nanorobotern, herbeigeführt wird. Dabei brauchen die  selbstreplizierenden Assembler den Großteil wichtiger Elemente auf der Erdoberfläche auf, um immer mehr Kopien von sich selbst zu erstellen, was Flora und Fauna zerstört. Dieses Szenario wird auch Ökophagie („Auffressen der Umwelt“) genannt. Die ursprüngliche Annahme war, dass die Maschinen bereits mit der Eigenschaft, sich selbst zu replizieren, entwickelt werden, während die Gesellschaft davon ausgeht, dass die Maschinen diese Fähigkeit durch irgendwelche Umstände selbst erlangen könnten.
Die Fiktion größerer selbstreplizierender Maschinen wurde ursprünglich vom Mathematiker John von Neumann beschrieben. Ein Beispiel für eine solche, auf der Idee des selbstreproduzierenden Automaten beruhende Fiktion ist die Von-Neumann-Sonde.
Der Ausdruck Graue Schmiere bzw. engl. gray goo wurde vom Nanotechnologie-Vordenker Eric Drexler in seinem 1986 erschienenen Buch Engines of Creation eingeführt. 2004 sagte Drexler: „Ich wünschte, ich hätte den Begriff ‚gray goo‘ nie benutzt.“

## Definition
Die Bezeichnung wurde zuerst vom Nanotechnologie-Vordenker Eric Drexler in seinem Buch Engines of Creation (1986) verwendet. In Kapitel 4, Engines Of Abundance (Maschinen des Überflusses), beschreibt Drexler das exponentielle Wachstum und die damit verbundenen Einschränkungen von Nanomaschinen, die sich nur unter Zugabe spezieller Rohstoffe replizieren können:
Man stelle sich einen Replikator in einem Gefäß voller Chemikalien vor, der Kopien von sich selbst erstellt … Der erste Replikator erstellt eine Kopie in 1000 Sekunden, die zwei Replikatoren erstellen dann zwei weitere in den nächsten 1000 Sekunden, die vier erstellen vier weitere, und die acht erstellen wieder acht Replikatoren. Nach zehn Stunden gibt es nicht 36 neue Replikatoren, sondern über 68 Milliarden. In weniger als einem Tag würden sie eine Tonne wiegen; in weniger als zwei Tagen wäre die Masse größer als die der Erde; und vier Stunden darauf hätten die Replikatoren eine Masse größer der der Sonne und aller Planeten gemeinsam – wären die Chemikalien nicht lange zuvor verbraucht gewesen.
Drexler beschreibt die Graue Schmiere in Engines Of Creation Kapitel 11:

Erste Assembler-basierte Replikatoren könnten die höchstentwickelten modernen Organismen schlagen. Replikator-‚Pflanzen‘ mit ‚Blättern‘, nicht effektiver als heutige Solarzellen, könnten echte Pflanzen verdrängen, indem sie ihren Lebensraum mit Replikator-Laub bedecken. Allesfressende Replikator-‚Bakterien‘ könnten sich fliegend, wie Pollen verbreiten, rasch replizieren und damit innerhalb weniger Tage den Lebensraum zu Staub werden lassen. Gefährliche Replikatoren könnten schnell zu widerstandsfähig, klein und schnell ausbreitend werden, bevor sie gestoppt werden können – zumindest, wenn wir keine Vorbereitungen träfen. Wir haben schon genug Schwierigkeiten, Viren und Fruchtfliegen zu kontrollieren.
Drexler bemerkt, dass das geometrische Wachstum, das durch Selbstreplikation möglich ist, grundsätzlich durch die Verfügbarkeit geeigneter Rohstoffe begrenzt ist.
Drexler benutzt den Ausdruck „Graue Schmiere“ nicht, um Farbe oder Beschaffenheit zu beschreiben, sondern um den Unterschied zwischen „Überlegenheit“ im Sinne menschlicher Werte und „Überlegenheit“ im Sinne wettbewerblichen Triumphs darzustellen:
Obwohl Massen unkontrollierter Replikatoren nicht notwendigerweise grau oder schmierig sein müssen, unterstreicht der Ausdruck ‚Graue Schmiere‘, dass Replikatoren mit der Fähigkeit, alles Leben auszulöschen, weniger inspirierend sein können als eine einzige Spezies der Gattung Fingerhirse. Die Replikatoren mögen zwar ‚überlegen‘ im Sinne der Evolution sein, das macht sie jedoch nicht zwingend wertvoll.

## Risiken und Schutzmaßnahmen
Drexler meinte, dass es nicht nötig sei, etwas zu entwickeln, das einem potentiellen Replikator-Ausreißer auch nur ähnelt. Damit wären die Probleme von vornherein vermieden. In einem Artikel des Journals Nanotechnology argumentiert er, dass selbstreplizierende Maschinen unnötig komplex und ineffizient wären. In seinem 1992 erschienenen Buch über fortschrittliche Nanotechnologien, Nanosystems: Molecular Machinery, Manufacturing, and Computation, beschreibt er schreibtischgroße Fertigungssysteme mit speziellen Werkzeugen, die die Herstellung winziger nanomechanischer Komponenten, Geräte und Systeme ermöglichen und die bisherige industrielle Fertigung mittels Miniaturisierung revolutionieren werden. So könne nicht verhindert werden, dass jemand derartige selbstreplizierende Assembler herstellt und als Waffe einsetzt, sollte dies möglich werden.
In Großbritannien forderte Prinz Charles die Royal Society auf, die „enormen ökologischen und sozialen Risiken“ der Nanotechnologie zu untersuchen, was zu großem Medienecho führte. Der Royal-Society-Bericht über Nanoscience wurde am 29. Juli 2004 veröffentlicht. Darin wurde festgehalten, dass solche selbstreplizierenden Maschinen zu weit in der Zukunft lägen, um für Regulatoren von Belang zu sein.
Im Bestreben, die Diskussion um die „Graue Schmiere“ auf aktuellere und realistischere missbräuchliche Anwendungen wie Nano-Terrorismus zu lenken, hat Drexler seiner Aussage aus den 80er Jahren öffentlich den Rücken gekehrt.
Im Artikel Safe Exponential Manufacturing von Chris Phoenix und Eric Drexler, der im Jahr 2004 in einer Ausgabe von Nanotechnology veröffentlicht wurde, wurde vorgeschlagen, dass die Herstellung von Fertigungssystemen mit der Fähigkeit, sich mit Hilfe der eigenen Energiequellen selbst zu replizieren, nicht notwendig wären. Das Foresight Institute empfahl, Kontrollmechanismen in derartige Molekularmaschinen zu integrieren, um die missbräuchliche Verwendung, und damit das Graue-Schmiere-Szenario, zu verhindern.

## Einschränkungen
Graue-Schmiere-Nanobots benötigen eine Energiequelle, damit sie sich replizieren können. Aus Effizienzgründen würde die Energie wahrscheinlich durch Oxidation und andere chemische Reaktionen mit organischer Materie erzeugt werden – ein Prozess, der bei organischem Leben als Verdauung bekannt ist – und nicht von einer externen Energiequelle.
In einem Graue-Schmiere-Szenario ist die Replikation selbstbegrenzend. Je mehr organisches Material von der grauen Schmiere verbraucht wird, desto weniger bleibt für die weitere Replikation übrig. Nach Verbrauch der lokal verfügbaren Energie würde sich die graue Schmiere daher langsamer ausbreiten oder die Ausbreitung ganz beenden.
Manche Organismen könnten sich als resistenter gegen die graue Schmiere erweisen als andere. So würde die natürliche Selektion das Fortbestehen und die Stärkung der phänotypischen Widerstandsmerkmale des „stärkeren“ Organismus bedeuten.
Könnten sich die Graue-Schmiere-Nanobots auch im Zuge der Replikation weiterentwickeln, könnten sie die Fähigkeit erlangen, sich gegenseitig zu „verzehren“, um damit eine neue Energiequelle für die Replikation zu erhalten. Im weiteren Verlauf könnten Einzelne eine Widerstandsfähigkeit gegen das Verzehrtwerden entwickeln. Durch diesen Evolutionsdruck wären Artbildung, Wettkampf zwischen den Arten und Spezialisierungen möglich, um sich ökologischen Nischen anzupassen. Dennoch sind derart konstruierte molekulare Maschinen, wie Drexler sie vorschlug, fundamental simpler und weniger empfänglich, sich weiterzuentwickeln, als biologische Systeme.

## Mediale Verarbeitung
- In der History-Channel-Ausstrahlung Modern Marvels Doomsday Tech wurde ein futuristisches Graue-Schmiere-Weltuntergangsszenario beschrieben.[12]
- Im Science-Fiction Echtzeit-Strategiespiel Grey Goo besteht eine der spielbaren Fraktionen aus Grauer Schmiere.
- Im Videospiel Horizon Zero Dawn bewegt sich die Protagonistin in einer postapokalyptischen Welt, welche aus einem Graue-Schmiere-Szenario hervorgegangen ist.
- Die Folge „Benderama“ der Zeichentrickserie Futurama greift das Thema direkt auf. Um sich um seine Arbeit zu drücken, dupliziert sich der Roboter Bender immer und immer wieder in kleinere Kopien von sich selbst, bis hin zur molekularen Ebene. Diese Kopien benötigen immer mehr Nahrung, wodurch sie beinahe die gesamte Materie der Erde verschlingen.
- In der Folge „Nach Hause teleportieren“ der Zeichentrickserie Rick and Morty wird die Erde eines bestimmten Universums durch eine Art Grauer Schmiere zerstört. Ein seltsames Wesen namens Mr. Frundles beißt mehrere Gegenstände, welche sich daraufhin in Mr. Frundles verwandeln und ihrerseits wieder andere Gegenstände beißen und diese verwandeln. Am Ende ist die komplette Erde ein einziger Mr. Frundles.
- Der Roman Herr aller Dinge von Andreas Eschbach arbeitet mit der Vorstellung, dass es auf der Erde bereits eine hochentwickelte Zivilisation gab, welche bei einem Krieg unter Einsatz von Nanotechnologie zerstört wurde. Der Protagonist des Romans versucht, Maschinen zu entwickeln, die sich selbst reproduzieren, um Armut auf der Welt zu beenden und stößt zufällig auf Überreste der Nanotechnologie der zerstörten Zivilisation.
- Der Roman Nano von Phillip P. Peterson beschäftigt sich mit einem Ausbruch durch einen Terroranschlag in Deutschland und in weiterer Folge Europa.